# Amaloxenops vianai
Amaloxenops vianai är en spindelart som beskrevs av Rita Delia Schiapelli och Gerschman 1958. Amaloxenops vianai ingår i släktet Amaloxenops och familjen panflöjtsspindlar. Inga underarter finns listade i Catalogue of Life.